# René Sudre
René Sudre (né le 19 avril 1880 à Angoulême et mort le 28 mars 1968 à Paris 5e) est un journaliste et écrivain scientifique français. Collaborateur de la Revue des Deux Mondes et cofondateur du Syndicat national des journalistes (1918), il fut aussi un adepte de la parapsychologie.

## Biographie
Sudre a étudié la philosophie à l'université de Poitiers et passé une licence ès sciences à la Sorbonne. Il a été journaliste scientifique pour Radio Tour Eiffel (1926–1940), a collaboré au Journal des débats (1935–1940) et à la Revue des Deux Mondes (de 1949 à 1968). Il a enseigné à l'École des hautes études sociales (1931–1940).
Il rédigeait des recensions critiques pour l'Institut métapsychique international (IMI) entre 1921 et 1926, mais ses propres livres, qui critiquaient la notion de médiumnité, allaient à l'encontre de l'orientation spiritualiste de l'Institut. Dans son essai Introduction à la Métapsychique Humaine (1926), Sudre critique l’hypothèse spiritualiste et défend une interprétation animiste des forces créatives de l'esprit empruntée à Henri Bergson. Plus précisément, il interprétait les prouesses mentales (clairvoyance) et physiques des mediums comme la preuve que des forces psychiques existent. Tandis qu'Ernest Bozzano tentait de réfuter ses arguments, le directeur, Eugène Osty, le congédia en 1926. Sudre n'en poursuivit pas moins sa collaboration avec la Society for Psychical Research et le Journal of the American Society for Psychical Research.

## Réception
John Cohen, s'il met en cause dans sa rubrique du New Scientist le caractère scientifique des preuves d'existence de la clairvoyance avancées par Sudre dans son Traité de Parapsychologie (1960), apprécie sa réfutation de l'hypothèse spiritualiste de la mediumnité. Eric Dingwall, dans sa recension critique pour Nature, est beaucoup plus sévère : il reproche à Sudre de donner crédit aux phénomènes de translocation et aux photo-montages montrant l'apparition d'esprits, de ne pas même s'interroger sur la possibilité de fraude dans ces phénomènes. Il lui reproche par exemple de présenter les apparitions du presbytère de Borley comme « incontestables. »

## Publications
- Introduction à la Métapsychique Humaine, éd. Payot (1926)
- Article Vulgarisation (1939) pour l’Encyclopédie française de L. Febvre
- Le Huitième Art: Mission de la Radio, éd.Julliard , 1 vol. in-12 , 210 p. (1945)
- Personnages d’au-delà, éd. Denoël (1946)
- Les Nouvelles Énigmes de l’univers, éd. Payot (1951)
- Traité de Parapsychologie, éd. Payot (1956, 1960)